# Андре-П'єр Жиньяк
Андре́-П'єр Жинья́к (фр. André-Pierre Gignac, нар. 5 грудня 1985, Мартіг) — французький футболіст, нападник клубу «Тигрес». Фіналіст Євро-2016 у складі збірної Франції. Насамперед відомий виступами за клуби «Тулуза» та «Марсель», а також національну збірну Франції.
Дворазовий володар Кубка французької ліги. Володар Суперкубка Франції.

## Клубна кар'єра
Народився 5 грудня 1985 року в місті Мартіг. Вихованець футбольної школи клубу «Лор'ян». Дорослу футбольну кар'єру розпочав 2004 року в основній команді того ж клубу, в якій провів три сезони, взявши участь у 51 матчі чемпіонату.
Протягом 2005–2006 років захищав кольори команди клубу «По».
Своєю грою за останню команду привернув увагу представників тренерського штабу клубу «Тулуза», до складу якого приєднався 2007 року. Відіграв за команду з Тулузи наступні три сезони своєї ігрової кар'єри. Більшість часу, проведеного у складі «Тулузи», був основним гравцем атакувальної ланки команди. У складі «Тулузи» був одним з головних бомбардирів команди, маючи середню результативність на рівні 0,35 голу за гру першості.
До складу клубу «Марсель» приєднався 2010 року. 
19 червня стало відомо, що Анре перейшов до складу мексиканського клубу «Тигрес». Контракт розрахований на три роки.

## Виступи за збірну
2009 року дебютував в офіційних матчах у складі національної збірної Франції. Наразі провів у формі головної команди країни 36 матчів, забивши 7 голи.
У складі збірної був учасником чемпіонату світу 2010 року у ПАР.

## Титули і досягнення
- Володар Кубка французької ліги (2):

«Марсель»: 2010-11, 2011-12
- Володар Суперкубка Франції (1):

«Марсель»: 2011
- Найкращий бомбардир Чемпіонату Франції (1):

«Марсель»: 2008-09
- Переможець Ліги чемпіонів КОНКАКАФ (1):

«УАНЛ Тигрес»: 2020
- Віце-чемпіон Європи: 2016